# Alain Gillot-Pétré
Pour les articles homonymes, voir Gillot et Pétré.
Alain Gillot-Pétré, né le 16 juin 1950 à Versailles, et mort le 31 décembre 1999 à Issy-les-Moulineaux, est un journaliste français.
Il est célèbre pour avoir présenté la météo sur Antenne 2 puis TF1 pendant dix-huit ans. Ses bulletins météorologiques étaient souvent caractérisés par des traits d'humour.

## Biographie

### Enfance
Alain Gillot-Pétré est né le 16 juin 1950 à Versailles, et ne conserve de ses souvenirs d'enfance qu'orages, tempêtes et pluies diluviennes. Il part vivre en Guadeloupe à 13 ans où il résidera 5 ans, l'occasion pour lui de tomber amoureux fou des ouragans. 

### Études et débuts
Après des études d'histoire et de géographie, Alain Gillot-Pétré commence une carrière de journaliste de télévision en 1972 à l'Office de radiodiffusion-télévision française. Il est d'abord rédacteur de politique étrangère et participe aux émissions 24 heures sur la 2, puis 24 heures sur la 1. 
De 1975 à 1977, il est critique littéraire à France Inter.

### Carrière
Parti vivre en Guadeloupe, pendant 5 ans, Alain Gillot-Pétré n'a pas cessé depuis 30 ans d'étudier les ouragans et la météorologie. Il prend rendez-vous avec les éléments en furie à chaque saison des pluies sur le sol antillais.
Il parcourt le monde pour observer les cyclones tropicaux (ouragans, typhons, etc.), notamment en Guadeloupe, où il fait partie d'un groupe de neuf personnes, l'ADO (Amicale des Ouragans), dont chaque membre portait le nom d'un cyclone. Le sien est « Hugo », en référence à l'ouragan de 1989.
Le 4 février 1981, il est chargé du bulletin météo télévisé sur Antenne 2 et devient alors rapidement une vedette du grand public de la télévision grâce à son humour, tout en assurant la chronique météo du quotidien Libération de 1982 à 1986. Il fête ainsi son 2000e bulletin le 17 décembre 1984 sur Antenne 2, au côté de Bernard Rapp. Le 7 février 1986, il présente son dernier bulletin sur cette chaîne, le 2 623e, en compagnie de Claude Sérillon, et en remerciant chaleureusement son public.
Début 1986, il entre sur la nouvelle chaîne privée La Cinq pour y présenter un jeu, C'est beau la vie. Le jeu sera diffusé du 21 février 1986 au 27 juin 1986 à 19 h 25. Adaptée du jeu italien « C'est la vie » (en français dans le texte), il s'agit de la version italienne d'Une famille en or. Cependant l'émission ne rencontre pas le succès escompté, à l'instar des autres programmes de la nouvelle chaîne, et Alain Gillot-Pétré est licencié au bout de quatre mois.
En décembre 1987, il est de retour à la télévision pour présenter à nouveau la météo à l'écran de TF1, devenue entre-temps une chaîne privée.
Le 1er juin 1998, alors qu'il présente son 8 986e bulletin, il est victime d'un malaise en direct devant plus de cinq millions de téléspectateurs. Il reprendra son activité quatre mois plus tard mais n'apparaît plus qu'irrégulièrement.

### Dernière apparition télévisée et mort
Le 11 août 1999, il est en direct sur TF1 pour commenter en voix off l'éclipse solaire de cette journée, à Reims, dernier phénomène de ce type visible à Paris en cette fin de siècle. Le 17 août 1999, il fait une de ses dernières apparitions à la télévision française en présentant le dernier bulletin météo.
Il aurait dû présenter le dernier bulletin de l'année 1999 et le premier de l'an 2000 mais sa maladie en a décidé autrement. À 13 h 45, le vendredi 31 décembre 1999, c'est Catherine Laborde qui présente le bulletin de TF1 : « Il souhaitait tellement être là pour présenter cette émission du 31 ». À sa mort, ses très nombreux fans et téléspectateurs apprendront qu'il souffrait d'un cancer depuis plusieurs années.
Alain Gillot-Pétré a, durant sa carrière, présenté plus de 9 000 bulletins météo et écrit 12 livres.

### Vie privée
Alain Gillot-Pétré était marié avec Marie-Claude ; ils ont eu trois enfants.

## Popularité et récompenses
Les téléspectateurs lui avaient décerné à cinq reprises le trophée du meilleur présentateur météo. « Gillot » avait, au cours de sa longue carrière, imposé un ton nouveau et révolutionné le concept et la présentation du journal météo. Il avait notamment introduit les nouvelles techniques d'imagerie électronique, comme la photo satellitaire, et remplacé le bulletin monocorde par l'information et la narration émaillée d'histoires drôles.

## Activités télévisuelles

### Présentation
- 1981-1986 : Météo - Antenne 2
- 1983 : Psy-Show - Antenne 2
- 1986 : C'est beau la vie - La Cinq
- 1987-1999 : Météo - TF1
- 1987-1993 : Trafic Infos - TF1

### Filmographie
Il a tourné un épisode de la série télévisée Maguy diffusée Antenne 2.Il est également apparu avec d'autres personnalités de TF1 dans la comédie musicale Le Cadeau de Noël en 1991.

## Musique
Il a interprété une chanson intitulée Fréquence météo

## Publications
- Voir les Antilles, Hachette, 1980
- La Météo et ses secrets (avec Georges Dhonneur), Nathan, 1982
- Paperasse en délire, Générique, 1984
- Le bon emploi du temps (avec François Sigaléa), Laffont, 1984
- Ma gueule d’atmosphère, Point Virgule, 1987
- Hugo tel quel, Prime, 1989
- Du vent dans la tête, Belfond, 1989
- Choses vraies, Michel Lafon, 1992
- La Guadeloupe telle quelle, (avec Philippe Giraud), Pélican, 1993
- Les charlatans du ciel, Michel Lafon, 1994
- On achève bien les cheveux, Michel Lafon, 1995
- 3 cyclones et du chagrin (avec Philippe Giraud et Roland Mazurie), Météo-France, 1995